# Dilla (distrito)
O distrito de Dilla é um Distrito no noroeste da Awdal região de Somália. Assim, a capital situa-se em Dilla. O controle local do distrito é disputado entre Awdalland, uma proposta Região autônoma, e Somalilândia, uma auto-declarada república que é reconhecida internacionalmente como região autónoma da Somália.